# 酥醪观
酥醪观 坐落在中国广东省惠州市博罗县罗浮山，东晋道士葛洪建立，后历朝历代屡次兴废，现存建筑是清朝雍正时期的道长柯善智所建，是著名的人文景观和道家圣地，被誉为“神仙古洞”和“洵栖灵之奥区、修养之福地”，同时和“冲虚观、黄龙观、白鹤观、九天观”一起被誉为罗浮山道家五大观。

## 历史
东晋时期，道士葛洪建立了“北庵”，它是今天“酥醪观”的前身。
清朝雍正五年（1727年），道长柯善智重新恢复部分遭到战火焚毁的建筑，一直保存至今。
中华民国初年，道长张寓泉与人“幕集巨金，重修殿宇”，1930年，建筑全部修建完成。1925年10月至11月，黄埔军校校长、东征军总指挥蒋中正来到酥醪观拜神和修养，他在观中抽的一支签，寓意“胜不离川，败不离台。”。
1989年，博罗县政府出资重新翻修部分建筑。

## 建筑
酥醪观的现存建筑为清朝雍正时期所建，主要为：山门、正殿、蓬莱阁、斋堂、客堂、道舍等，共计2700多平方米。
- 驻鹤亭
- 鹤笑亭
- 松荫亭
- 小蓬莱
- 斗台
- 拜松处
- 鹤冢
- 酿泉
- 逍遥台
- 茶山瀑
- 洗心泉
- 绿屏嶂
- 观岩瀑
- 梅陇石涧
- 忘机石
- 七姐潭
- 煮水处
- 凝碧潭
- 下铁桥
- 分霞岭

## 脚注
1. ↑  “酥”读音“Sū”，音同“苏”；“醪”读音“Láo”，音同“劳”。